# Kopaczka (taniec)
Kopaczka – macedoński taniec ludowy ze wsi Dramcze w gminie Dełczewo.

## Historia
Kopaczkę tańczą najlepsi tancerze na weselach, zgromadzeniach oraz imprezach z okazji świąt religijnych. Tradycyjnie taniec wykonywany jest w półkolu przez 6 do 9 tancerzy, przy wtórze bębnów, skrzypiec, a niekiedy tambury lub dud. Główne role przypadają trzem tancerzom – prowadzącemu, ostatniemu i środkowemu, których zadaniem jest utrzymanie tempa prawej i lewej części półkola. Mężczyźni trzymają się za pasy i ramiona, aby zachować równowagę w miarę zwiększającego się tempa. Początkowo tancerze tańczą wolno, stopniowo zwiększając tempo. Młodzi lub początkujący tancerze najpierw zajmują w półkolu ostatnie miejsca, a w miarę postępów zbliżają się do jego części środkowej. We wsi Dramcze tradycje wykonywania tańca podtrzymuje zespół folklorystyczny „Kopaczka”, który istnieje od 1948 roku. Zgłoszenie tańca do wpisu na listę dziedzictwa niematerialnego UNESCO poprzedziła decyzja z 8 sierpnia 2012 roku o ochronie tańca na szczeblu krajowym.

## Wpis na listę niematerialnego dziedzictwa UNESCO
Wniosek o wpis na światową listę niematerialnego dziedzictwa UNESCO został złożony w 2011 roku razem ze świętem czterdziestu męczenników w Sztipie. Wpisu dokonano podczas XVIII sesji plenarnej w Paryżu 27 listopada 2014 roku.